# Rage nucléaire
Rage nucléaire est un groupe canadien de black metal, originaire de Montréal, au Québec, actif dans les années 2010. Formé par Dan « Lord Worm » Greening (ex-Cryptopsy), le groupe signe avec Season of Mist et sort deux albums studio, Unrelenting Fucking Hatred sorti en 2012 et Black Storm of Violence sorti en 2014. Rage nucléaire ne donne plus signe d'activité depuis la fin des années 2010.

## Histoire
Rage nucléaire est formé en 2012 par le chanteur Dan « Lord Worm » Greening après son départ du groupe Cryptopsy. Greening recrute par la suite le guitariste Dark Rage (également ex-Cryptopsy) et le bassiste Alvater (ex-Frozen Shadows). Leurs influences vont des premiers morceaux d'Emperor et Immortal jusqu'à Anaal Nathrakh et Mysticum. Concernant la création du projet, Greening explique en ses termes : « Alvater m'a appelé pour faire la démo, et c'est parti de là. Dark Rage, lui et moi nous connaissions déjà pour avoir fait partie du cercle noir de Montréal (Le Conseil), alors je suppose que j'étais en quelque sorte leur premier choix, ou quelque chose comme ça. Quoi qu'il en soit, nous avons tous des problèmes de confiance (on déteste tout le monde), et c'est donc tout naturellement qu'on a fini par travailler ensemble. Certains éléments de Unrelenting [leur premier album] ont été écrits des années avant que je ne rejoigne le groupe... »
Entre juin et juillet 2012, Rage nucléaire signe avec le label français Season of Mist,. Dark Rage explique à ce propos que : « si l'on m'avait dit qu'un jour je signerais avec Season of Mist, j'aurais vraiment ris. Faire partie de Season of Mist et se retrouver ainsi aux côtés des plus grands du genre comme Arckanum, Mayhem ou Deathspell Omega, c’est comme se voir donner un nom sith – c’est un réel honneur de faire partie de l'empire du mal. » Le groupe annonce ensuite la sortie de son premier album studio, Unrelenting Fucking Hatred, le 19 octobre 2012 en Europe, et le 6 novembre 2012 en Amérique du Nord ; une édition limité à 300 exemplaires en format double-vinyle est publié en Amérique du Nord. Le groupe avait déjà révélé la pochette et la liste des titres en août 2012. Entretemps, le groupe commence déjà à enregistrer des morceaux pour son deuxième album. À sa sortie, Unrelenting Fucking Hatred attire l'intérêt de la presse spécialisée internationale,,,,,,,.
Deux ans plus tard, ils annoncent la sortie de leur deuxième album, Black Storm of Violence, toujours chez Season of Mist, pour le 18 juillet 2014 en Europe, et le 22 juillet 2014 en Amérique du Nord. L'album attire également l'intérêt de la presse spécialisée internationale,,,,,,.
Le groupe ne donne plus signe d'activité depuis la fin des années 2010, Greening étant passé à un autre groupe appelé Représailles (post Facebook).

## Membres
- Alvater – basse, claviers, samples
- Fredrik Widigs – batterie
- Dark Rage – guitare
- Dan « Lord Worm » Greening – chant, paroles

## Discographie
- 2012 : Unrelenting Fucking Hatred
- 2014 : Black Storm of Violence